# 후나코시 기친
후나코시 기친(일본어: 船越 義珍, 1868년 11월 10일 ~ 1957년 4월 26일)은 가라테 방식 중 하나인 쇼토칸 가라테의 창시자이며 "현대 가라테의 아버지"로 알려져 있다.이토스 안코와 아스토 안코의 가르침에 따라 그는 1922년 그의 스승 이스토에 의해 가라테가 소개된 후 일본 본토에 가라테를 소개한 오키나와 가라테 인물 중 한 명이었다. 그는 일본의 여러 대학에서 가라테를 가르쳤고 1949년 설립된 일본 가라테 협회의 명예 회장이 되었다.